# Phyllocnistis
Phyllocnistis är ett släkte av fjärilar som beskrevs av Philipp Christoph Zeller 1848. Phyllocnistis ingår i familjen styltmalar.

## Dottertaxa tillPhyllocnistis, i alfabetisk ordning[1][2]
- Phyllocnistis abatiae
- Phyllocnistis acmias
- Phyllocnistis ampelopsiella
- Phyllocnistis amydropa
- Phyllocnistis argentella
- Phyllocnistis argothea
- Phyllocnistis atractias
- Phyllocnistis atranota
- Phyllocnistis aurilinea
- Phyllocnistis baccharidis
- Phyllocnistis bourquini
- Phyllocnistis breynilla
- Phyllocnistis canariensis
- Phyllocnistis cassiella
- Phyllocnistis chlorantica
- Phyllocnistis chrysophthalma
- Phyllocnistis cirrhophanes
- Phyllocnistis citrella, Citrusminerarmal
- Phyllocnistis citronympha
- Phyllocnistis cornella
- Phyllocnistis diaugella
- Phyllocnistis dichotoma
- Phyllocnistis diplomochla
- Phyllocnistis dorcas
- Phyllocnistis echinodes
- Phyllocnistis embeliella
- Phyllocnistis endoxa
- Phyllocnistis ephimera
- Phyllocnistis eurymochla
- Phyllocnistis exaeta
- Phyllocnistis exiguella
- Phyllocnistis extrematrix
- Phyllocnistis finitima
- Phyllocnistis habrochroa
- Phyllocnistis hagnopa
- Phyllocnistis hapalodes
- Phyllocnistis helicodes
- Phyllocnistis humiliella
- Phyllocnistis hyperbolacma
- Phyllocnistis insignis
- Phyllocnistis intermediella
- Phyllocnistis iodocella
- Phyllocnistis labyrinthella
- Phyllocnistis leptomianta
- Phyllocnistis liquidambarisella
- Phyllocnistis liriodendronella
- Phyllocnistis loxosticha
- Phyllocnistis lucernifera
- Phyllocnistis magnatella
- Phyllocnistis magnoliaeella
- Phyllocnistis meliacella
- Phyllocnistis micrographa
- Phyllocnistis minimella
- Phyllocnistis nepenthae
- Phyllocnistis nymphidia
- Phyllocnistis oxyopa
- Phyllocnistis pharetrucha
- Phyllocnistis phrixopa
- Phyllocnistis populiella
- Phyllocnistis psychina
- Phyllocnistis puyehuensis
- Phyllocnistis ramulicola
- Phyllocnistis rotans
- Phyllocnistis saligna
- Phyllocnistis sciophanta
- Phyllocnistis selenopa
- Phyllocnistis sexangula
- Phyllocnistis signata
- Phyllocnistis spatulata
- Phyllocnistis stereograpta
- Phyllocnistis symphanes
- Phyllocnistis synglypta
- Phyllocnistis tectonivora
- Phyllocnistis temperatior
- Phyllocnistis titania
- Phyllocnistis toparcha
- Phyllocnistis triortha
- Phyllocnistis triploca
- Phyllocnistis unipunctella
- Phyllocnistis valentinensis
- Phyllocnistis wampella
- Phyllocnistis vitegenella
- Phyllocnistis vitella
- Phyllocnistis vitifoliella
- Phyllocnistis voutei
- Phyllocnistis wygodzinskyi
- Phyllocnistis xenia

## Bildgalleri

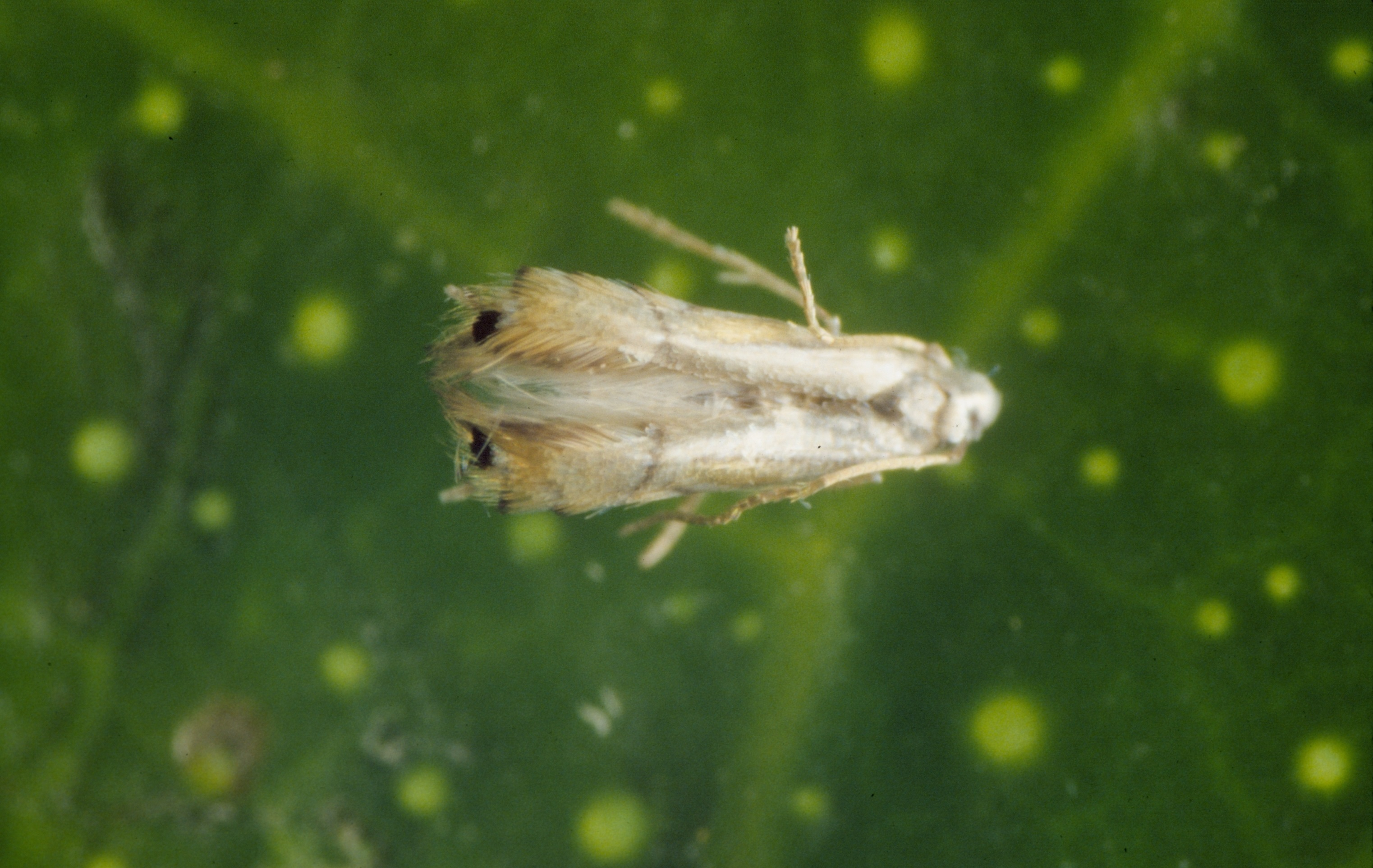
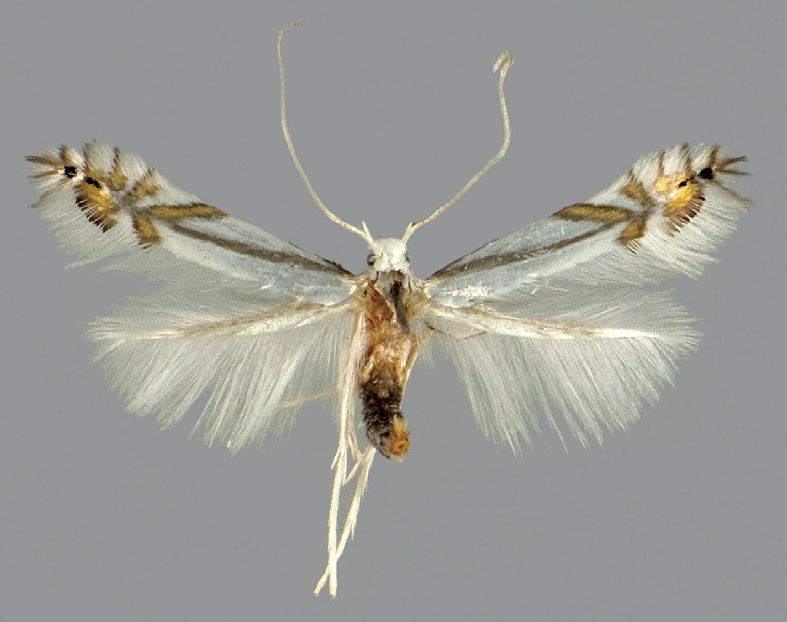
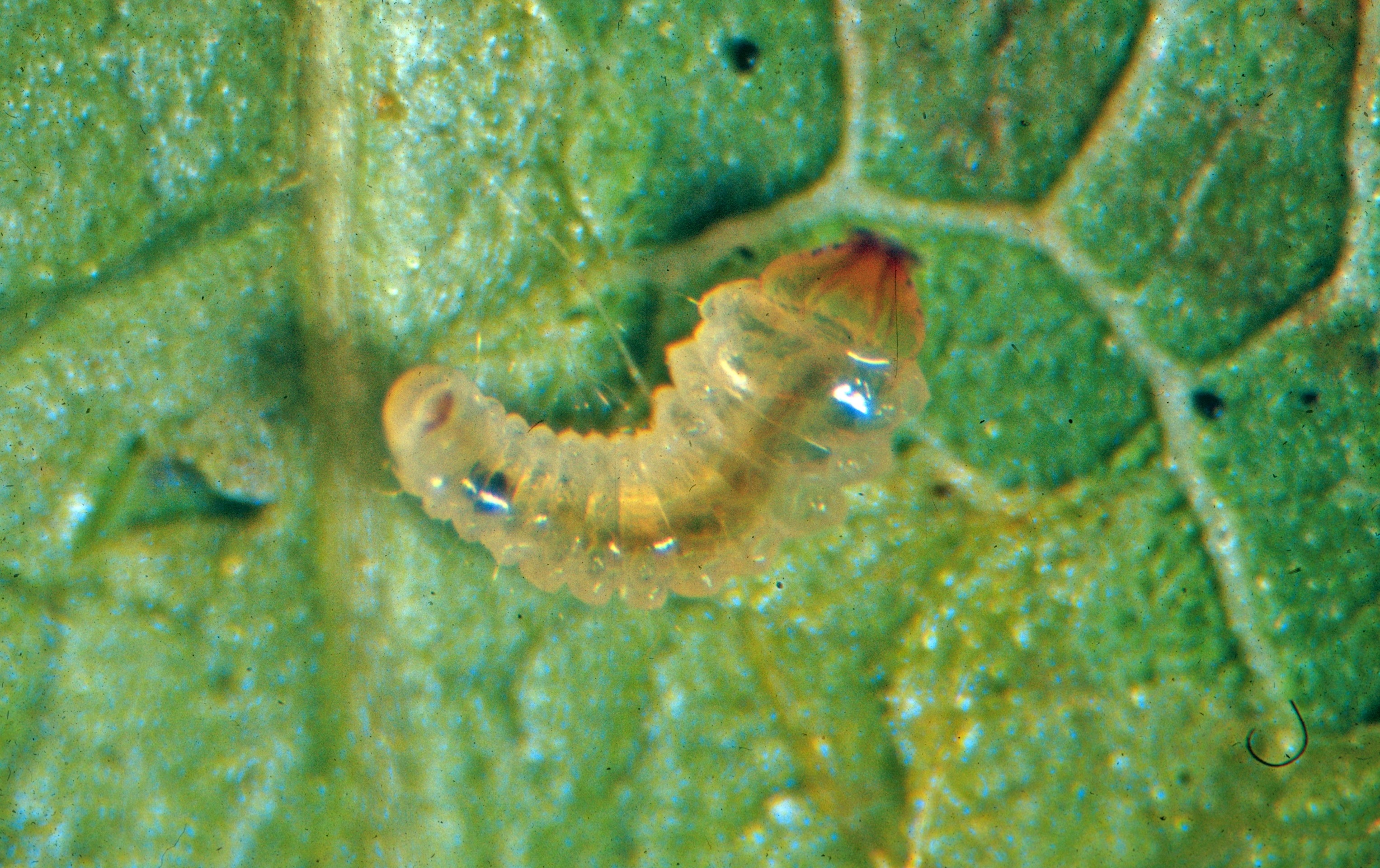
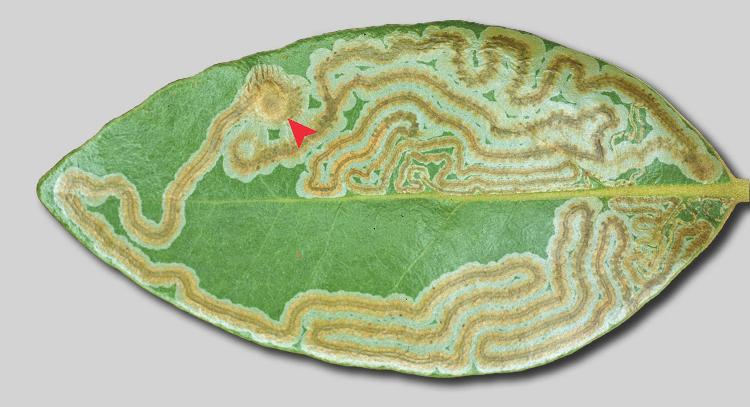